# Lida Shaw King
Lida Shaw King (15 septembre 1868 à Boston – 10 janvier 1932 à Providence) était une érudite, archéologue, doyenne d'université et professeure d'université américaine.

## Biographie

### Jeunesse et formation
Elle est la fille du révérend Henry Melville King et de Susan Ellen (Fogg) King . Elle est diplômée du Vassar College en 1890, et de l'Université Brown (Master) en 1894. Elle poursuit ensuite ses études supérieures à Vassar (1894-1895), au Radcliffe College (1897-1898), au Collège Bryn Mawr (1899-1900), et à l'American School of Classical Studies at Athens (1900-1901),,.

### Carrière
Elle enseigne les lettres classiques au Vassar Collège (1894-1897) et au Packer Collegiate Institute (1898-1899, 1901-1902). À l'université Brown, elle devient professeure adjointe en philologie classique (1905-1909), puis la troisième doyenne du Women's College (1905-1922) et professeure de littérature classique et d'archéologie (1909-1922). Elle contribue également à la revue American Journal of Archaeology.
Elle est, avec Ida Hill (en), la première femme à fouiller sur le continent grec. Les résultats de leurs fouilles à la grotte des nymphes à Vari ont été publiés en 1903 dans l'American Journal of Archaeology sous le titre "Vases, Terra-Cotta Statuettes, Bronzes and Miscellaneous Objects Found in the Cave at Vari",.

### Vie privée
Elle démissionne de ses fonctions à l'université Brown en 1922, en raison d'une maladie. Elle meurt le 10 janvier 1932.
Après ses funérailles, elle est inhumée à l'Evergreen Cemetery (Portland, Maine) (en).